# Feuerwehr Essen
Die Feuerwehr Essen ist als Teil der Stadtverwaltung der Stadt Essen für die Sicherstellung der nichtpolizeilichen Gefahrenabwehr innerhalb der Stadt Essen verantwortlich.
Gegliedert ist die Feuerwehr in die Berufsfeuerwehr mit rund 920 Mitarbeitenden, die auf acht Feuerwachen und elf Rettungswachen im Stadtgebiet verteilt stationiert ist, und die Freiwillige Feuerwehr mit rund 550 Einsatzkräften. Zusätzlich existieren eine Jugend- und eine Kinderfeuerwehr.
Amtsleiter der Feuerwehr Essen ist der Direktor der Feuerwehr Thomas Lembeck. Sein Stellvertreter ist der Leitende Branddirektor Jörg Wackerhahn.
Die Feuerwehr Essen verfügt inklusive Rettungsdienst über einen Fahrzeugpark von über 400 Fahrzeugen (davon ca. 50 Fahrzeuge auf der Hauptfeuerwache) und einem Feuerlöschboot.

## Geschichte

Erste Feuerwache in der Gildehofstraße

Am 16. Oktober 1893 fand eine erste Branddirektionssitzung statt. Durch einen Stadtverordnetenbeschluss vom 9. Dezember trat das Reglement über die Ordnung des Feuerlöschwesens der Stadt Essen in Kraft. Die Branddirektion musste für Anschaffungen, die Unterhaltung und die Verbesserung der Feuerlöschgeräte sorgen. Dazu wurde ein Etat im städtischen Haushalt bereitgestellt. Die Genehmigung des Etats zur Einrichtung einer Berufsfeuerwehr fand am 1. April 1894 statt. Das gilt als Gründungsdatum der Feuerwehr Essen. Zunächst setzte sich die Berufsfeuerwehr aus drei Kompanien mit mindestens 40 Mann zusammen; das waren die Freiwillige Bürgerfeuerwehr, die Turnerfeuerwehr und das Hydrantencorps, das für das rechtzeitige Öffnen der Hydranten zu sorgen hatte. Die erste Hauptfeuerwache befand sich an der Gildehofstraße, der heutigen Schützenbahn, gegenüber der Einmündung der Straße Am Handelshof, damals Bachstraße. Sie wurde im Zweiten Weltkrieg zerstört und bis 1953 an dieser Stelle neugebaut.
Zwischen den Jahren 1961 und 1966 wurde die heutige Hauptfeuerwache mit Leitstelle an der Straße Eiserne Hand im Essener Ostviertel für 10,5 Millionen DM errichtet. Sie wurde im Lauf der Jahre mehrfach erweitert. Zuletzt wurde das Lage und Logistikzentrum (LLZ) sowie das Ausbildungszentrum (ABZ) errichtet.

## Aufgaben
Zu den Aufgaben der Feuerwehr Essen gehören unter anderem:
- Abwehrender Brandschutz
- Vorbeugender Brandschutz
- Technischen Hilfe
- Bekämpfung von Gefahren für die Umwelt (CBRN)
- Rettungsdienst (Notfall- und Krankentransport)
- Katastrophenschutz
- Bevölkerungsschutz

## Einsatzstatistik
Die Essener Feuerwehr rückt jährlich zu etwa 180.000 Einsätzen aus, was etwa alle 3 Minuten einen Einsatz bedeutet. Die Zahl der Einsätze stieg von 149.814 im Jahr 2017 auf 157.152 im Jahr 2018. Die Feuerwehr Essen rettete im Jahr 2017 132 Menschen und 2018 56 Menschen aus lebensbedrohlichen Situationen. Die Zahl der Kleinbrände betrug 2018 1087, zudem gab es 153 Mittel- und Großbrände und 5541 technische Hilfeleistungen. Der Rettungsdienst selbst musste 2018 zu 143.382 Einsätzen (71.613 Krankentransporte, 71.769 Notfallrettungen) ausrücken.

## Feuer- und Rettungswachen

### Berufsfeuerwehr
Die Berufsfeuerwehr verfügt über folgende Feuerwachen:

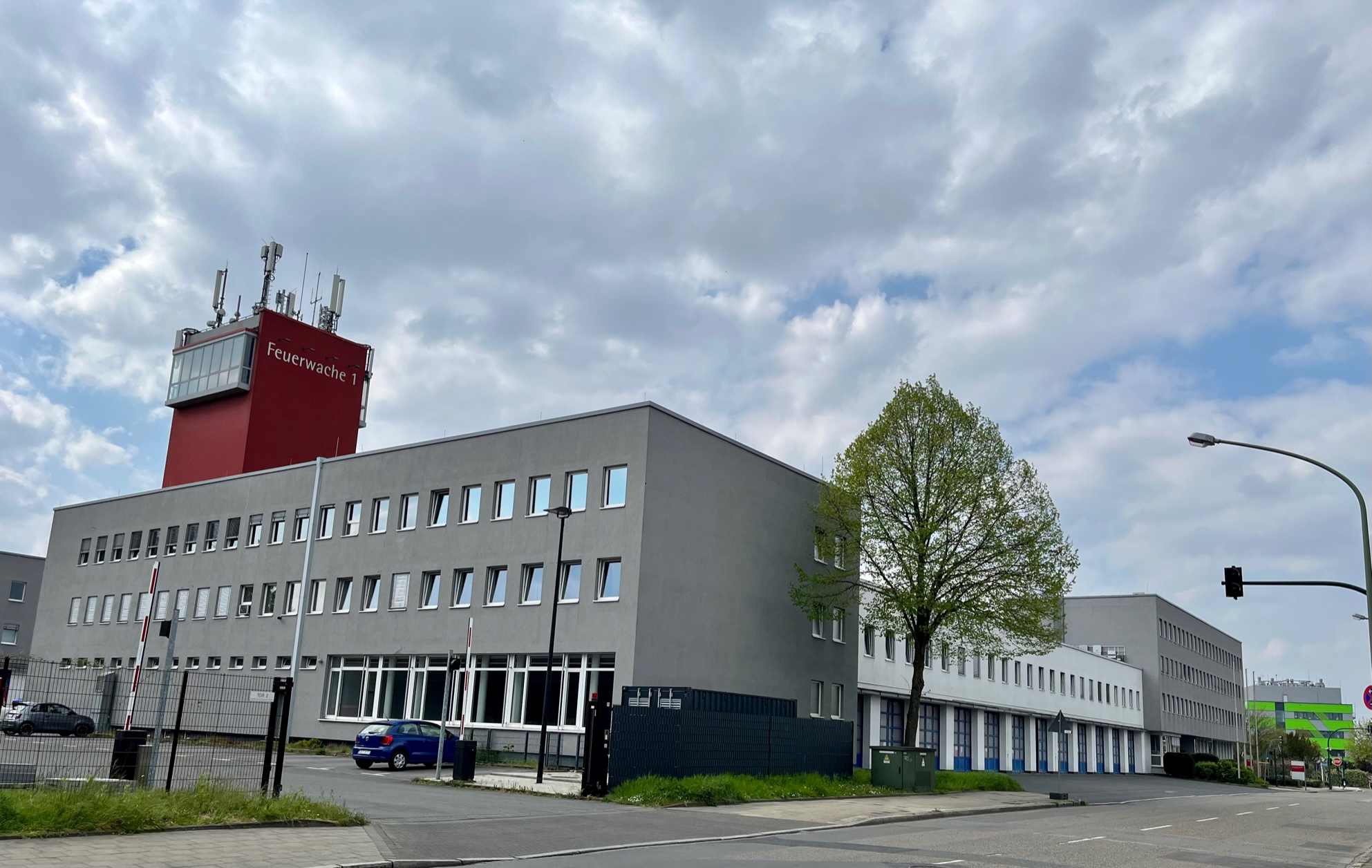
Teilansicht der Feuerwache 01

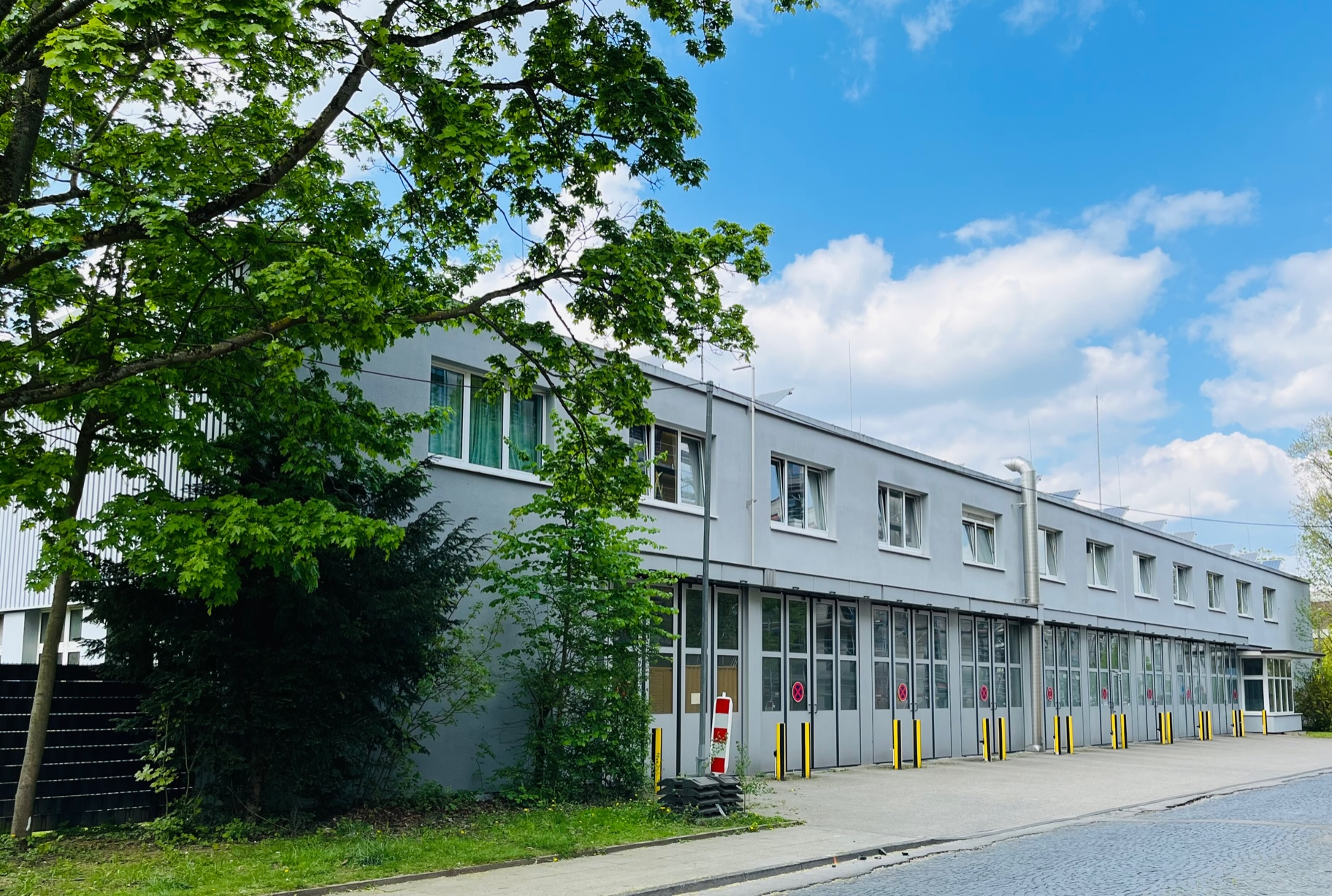
Feuerwache 09

- Feuerwache 01 Mitte – Stadtmitte (Eiserne Hand 45, 45139 Essen): Leitstelle, Ausbildungszentrum (ABZ), Lage- und Logistikzentrum (LLZ)▼
- Feuerwache 02 Nord – Altenessen (Fundlandstraße 25, 45326 Essen)▼
- Feuerwache 20 Nord Ergänzung – Hafen (Ostuferstr. 16, 45356 Essen)▼
- Feuerwache 03 Ost  – Kupferdreh (Kupferdreher Str. 82–86, 45257 Essen)▼
- Feuerwache 30 Ost Ergänzung – Kray (Ottostraße 60, 45307 Essen)▼
- Feuerwache 31 Süd Ergänzung – Steele (Ruhrbruchshof 6, 45276 Essen)▼
- Feuerwache 04 Süd  – Rüttenscheid (Manfredstr. 26, 45131 Essen)▼
- Feuerwache 05 West – Borbeck (Wüstenhöferstr. 34a, 45355 Essen)▼

### Rettungsdienst
- Rettungswache / Standort RTW – Kettwig (Schulstraße 22, 45219 Essen)▼
- Rettungswache / Standort RTW – Burgaltendorf (Alte Hauptstraße 36, 45289 Essen)▼
- Rettungswache / Standort NEF (Notarzteinsatzfahrzeug) 04 NEF 01 – Universitätsklinikum (Hufelandstr. 55, 45147 Essen)▼
- Rettungswache / Standort NEF (Notarzteinsatzfahrzeug) 05 NEF 01 – Philippus-Stift (Philippusstift, Hülsmannstr. 17, 45355 Essen)▼
- Rettungswache / Standort NEF (Notarzteinsatzfahrzeug) 01 NEF 01 – Elisabeth-Krankenhaus (Elisabeth-Krankenhaus, Moltkestraße 61, 45138 Essen)▼
- Rettungswache / Standort RTW (Rettungswagen) und NEF (Notarzteinsatzfahrzeug) 02 NEF 01 / 02 RTW 06 – St. Vincenz-Krankenhaus (St. Vincenz-Krankenhaus, Von-Bergmann-Str. 2, 45141 Essen)▼
- Rettungswache / Standort NEF (Notarzteinsatzfahrzeug) 03 NEF 02 – Alfried Krupp Krhs. Steele (Alfried Krupp Krankenhaus Steele, Hellweg 10, 45276 Essen)▼
- Rettungswache / Standort NEF (Notarzteinsatzfahrzeug) 03 NEF 01 – St. Josef Hospital Kupferdreh (St. Josef Hospital, Heidbergweg 22–24, 45257 Essen)▼
- Rettungswache / Standort NEF (Notarzteinsatzfahrzeug) 04 NEF 02 – St. Josef Krankenhaus Werden (St. Josef Krankenhaus, Propsteistr. 2, 45239 Essen)▼

### Freiwillige Feuerwehr
- Wache FF01 / Freiwillige Feuerwehr Katernberg (Gelsenkirchener Str. 325, 45327 Essen): Jugendfeuerwehr Nord-Ost, eine Löschgruppe[5], gegründet am 13. März 1900.▼
- Wache FF02 / Freiwillige Feuerwehr Stoppenberg (Hugenkamp 30, 45141 Essen): Jugendfeuerwehr Nord-Ost, eine Löschgruppe[6]▼
- Wache FF03 / Freiwillige Feuerwehr Kray (Ottostr. 60, 45307 Essen): Jugendfeuerwehr Krey, eine Löschgruppe[7], gegründet am 31. Mai 1901.▼
- Wache FF04 / Freiwillige Feuerwehr Horst-Eiberg (Schultenweg 84c, 45279 Essen): Jugendfeuerwehr Horst-Eiberg, eine Löschgruppe[8]▼
- Wache FF05 / Freiwillige Feuerwehr Steele (Ruhrbruchshof 6 (Feuerwache 7) 45276 Essen): Jugendfeuerwehr Steele, eine Löschgruppe[9]▼
- Wache FF06 / Freiwillige Feuerwehr Byfang (Kleinheide 1, 45257 Essen): Jugendfeuerwehr Byfang, eine Löschgruppe[10]▼
- Wache FF07 / Freiwillige Feuerwehr Kupferdreh (Kupferdreher Str. 82–86 (Wache 06) 45257 Essen): Jugendfeuerwehr Kupferdreh, eine Löschgruppe[11]▼
- Wache FF08 / Freiwillige Feuerwehr Dilldorf (Deilbachtal 44, 45257 Essen): eine Löschgruppe[12]▼
- Wache FF09 / Freiwillige Feuerwehr Heisingen (Zölestinstr. 25, 45259 Essen): Jugendfeuerwehr Heisingen, eine Löschgruppe[13]▼
- Wache FF10 / Freiwillige Feuerwehr Werden (Brakeler Wald 19, 45239 Essen): Jugendfeuerwehr Werden, eine Löschgruppe[14]▼
- Wache FF11 / Freiwillige Feuerwehr Burgaltendorf (Alte Hauptstraße 36 (Wache 11), 45289 Essen): Jugendfeuerwehr Burgaltendorf, ein Löschzug, Wasserrettung und ein Boot[15]▼
- Wache FF12 / Freiwillige Feuerwehr Kettwig (Schulstr. 22 (Wache 08) 45219 Essen; Werdener Str. 15 (Kettwig v.d. Brücke) 45219 Essen): Jugendfeuerwehr Kettwig, ein Löschzug[16]▼
- Wache FF13 / Freiwillige Feuerwehr Borbeck (Wüstenhöfer Str. 34a, 45355 Essen): Jugendfeuerwehr Borbeck, ein Löschzug[17]▼
- Wache FF14 / Freiwillige Feuerwehr Mitte (Eiserne Hand 45, 45139 Essen): Jugendfeuerwehr Mitte, ein Löschzug, Ausbildungszentrum, Versorgung und Logistik, Kommunikation und Funk[18]▼
- Wache FF15 / Freiwillige Feuerwehr Margarethenhöhe (Lührmannwald 28, 45149 Essen): Jugendfeuerwehr Margarethenhöhe, eine Löschgruppe[19]▼
- Wache FF16 / Freiwillige Feuerwehr Umweltschutz (Eiserne Hand 45, 45139 Essen): eine Löschgruppe, Umweltschutz (ABC)[20]▼